# J.R. Richard
James Rodney Richard, detto J.R. (Vienna, 7 marzo 1950 – Houston, 4 agosto 2021), è stato un giocatore di baseball statunitense.
Ha giocato come lanciatore in Major League Baseball (MLB) per undici stagioni, sempre negli Houston Astros. Nella seconda metà degli anni 1970 è stato uno dei migliori lanciatori della National League, finché un ictus gli stroncò la carriera a solo 30 anni.
J.R. Richard è morto nel 2021, per complicazioni da Covid-19.

## Carriera
J.R. Richard fu scelto dagli Astros al primo giro del draft del 1969, seconda scelta assoluta. Debuttò in Major League il 5 settembre 1971, a soli 21 anni, con una partita completa vinta contro i San Francisco Giants, mettendo a segno 15 strikeout, di cui 3 contro il futuro membro della Baseball Hall of Fame, Willie Mays. Nelle stagioni successive si divise tra le minor e major. Entrò stabilmente nella rotazione dei partenti degli Astros nella stagione 1975.
Da allora le sue statistiche di lancio furono tra le migliori della National League. Per tre stagioni, 1976, 1978 e 1979, la media battuta contro di lui fu la più bassa tra i lanciatori della National League; nel 1977 fu la seconda. Fu leader negli strikeout nel 1978 e nel 1979, ed ebbe la miglior media PGL della lega nel 1979. Non ha mai vinto il Cy Young Award, ma arrivò terzo nel 1979, quando il premio andò a Bruce Sutter dei Chicago Cubs. In quella stagione il suo record fu di 18 vittoria e 13 sconfitte, con 2,17 di media PGL (la migliore della lega) e 313 strikout. Giocò 38 partite, di cui 19 complete, con 4 shutout.

## Infortunio
La stagione 1980 iniziò in modo molto promettente, con cinque vittorie consecutive nelle prime cinque partite, a cui seguirono tre shutout consecutive tra maggio e giugno. Finì la prima metà della stagione con il record di 10-4. L'8 luglio Richard fece il suo unico All-Star Game, come lanciatore partente della National League.
Già dalla prima parte della stagione Richard accusava un disturbo che lo portava a sentire il "braccio morto", fastidio alla spalla e alla schiena. Il 14 luglio, durante la prima partita dopo l'All-Star Game, Richard iniziò ad accusare disturbi alla vista e al braccio, e venne sostituito al quarto inning. Fu la sua ultima partita nella MLB.
Il 30 luglio, durante il riscaldamento pre-partita, Richard accusò un dolore più forte e collassò a terra in campo. Una massa aveva bloccato la sua arteria carotidea destra, e necessitò un intervento d'urgenza la sera stessa. Altri esami seguirono, e rilevarono un'estesa sindrome di blocco arteriale, e la sua clavicola e prima costola urtavano l'arteria subclaviale durante il movimento. Richard perse il resto della stagione.
Nel 1981 Richard tentò di tornare a giocare, ma aveva subito una paralisi parziale al lato sinistro, e aveva ormai perso velocità e controllo. Faticò nelle Minor League  per un paio d'anni, finché non si ritirò nel 1983.

## Dopo il baseball
L'improvvisa fine della carriera di Richard nel baseball fu solo l'inizio del periodo nero del campione. Cattivi investimenti ed i due divorzi portarono Richard alla rovina finanziaria. Nel 1994 era un senzatetto. Richard trovò aiuto in una chiesa locale e, anni dopo, divenne il suo ministro. È in corso una petizione affinché gli Houston Astros ritirino il suo numero 50.